# Auriolles
Auriolles je francouzská obec v departementu Gironde v regionu Akvitánie. V roce 2009 zde žilo 132 obyvatel.